# Kastorias flygplats
Kastorias flygplats är en flygplats i Grekland.   Den ligger i prefekturen Nomós Kastoriás och regionen Västra Makedonien, i den norra delen av landet, 300 km nordväst om huvudstaden Aten. Kastorias flygplats ligger 660 meter över havet.